# Vehari

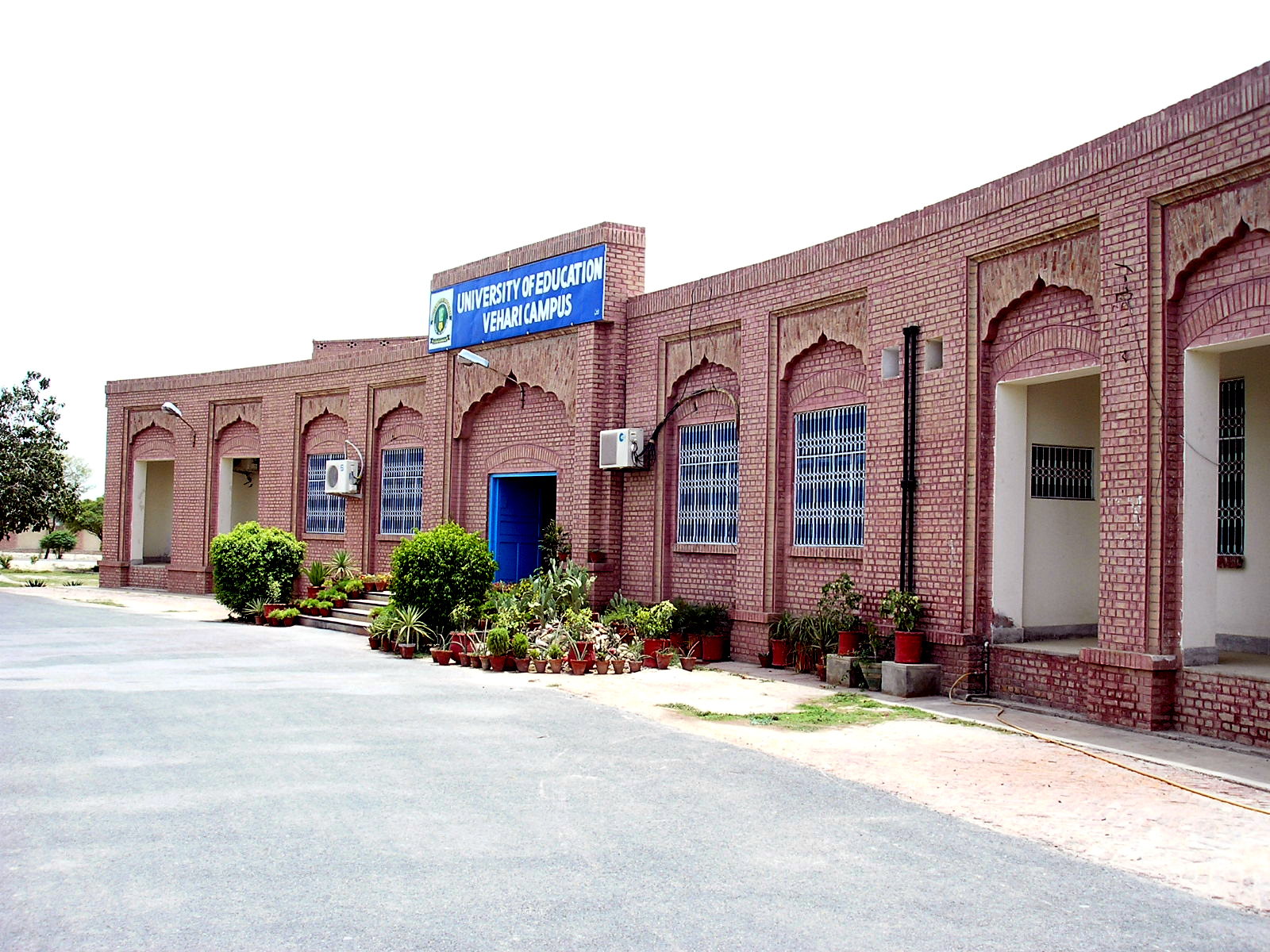
Universität von Vehari

Vehari (Urdu وِہاڑی) ist die Hauptstadt des Distrikts Vehari in der Provinz Punjab in Pakistan. Sie befindet sich an der Multan Delhi Road, die vom indischen Kaiser Sher Shah Suri gebaut wurde.

## Geschichte
Nach dem Niedergang des Mogulreichs fielen die Sikhs in Vehari ein und besetzten die Stadt. Während der Zeit der britischen Herrschaft nahm der Distrikt Vehari an Bevölkerung und Bedeutung zu.

## Bevölkerungsentwicklung
| Zensusjahr | Einwohnerzahl |
| ---------- | ------------- |
| 1972       | 28.246        |
| 1981       | 53.799        |
| 1998       | 94.343        |
| 2017       | 145.464       |

## Wirtschaft
Vehari ist unter anderem als Stadt der Baumwolle bekannt. In Vehari gibt es dutzende Baumwollverarbeitungsbetriebe und Produktionsstätten für Baumwollsamenöl. Neben der Baumwollindustrie spielt Zuckerrohranbau und dessen Verarbeitung eine wichtige Rolle. Weitere landwirtschaftliche Produkte, die in Vehari produziert werden, sind Mangos im Sommer und Guaven und andere Zitrusfrüchte im Winter.

## Persönlichkeiten
- Saleem Sherwani (* 1962), Hockeyspieler